# Sokilnyky (Lwiw)
Sokilnyky (ukrainisch Сокільники; russisch Сокольники Sokolniki, polnisch Sokolniki) ist ein Dorf in der westukrainischen Oblast Lwiw.

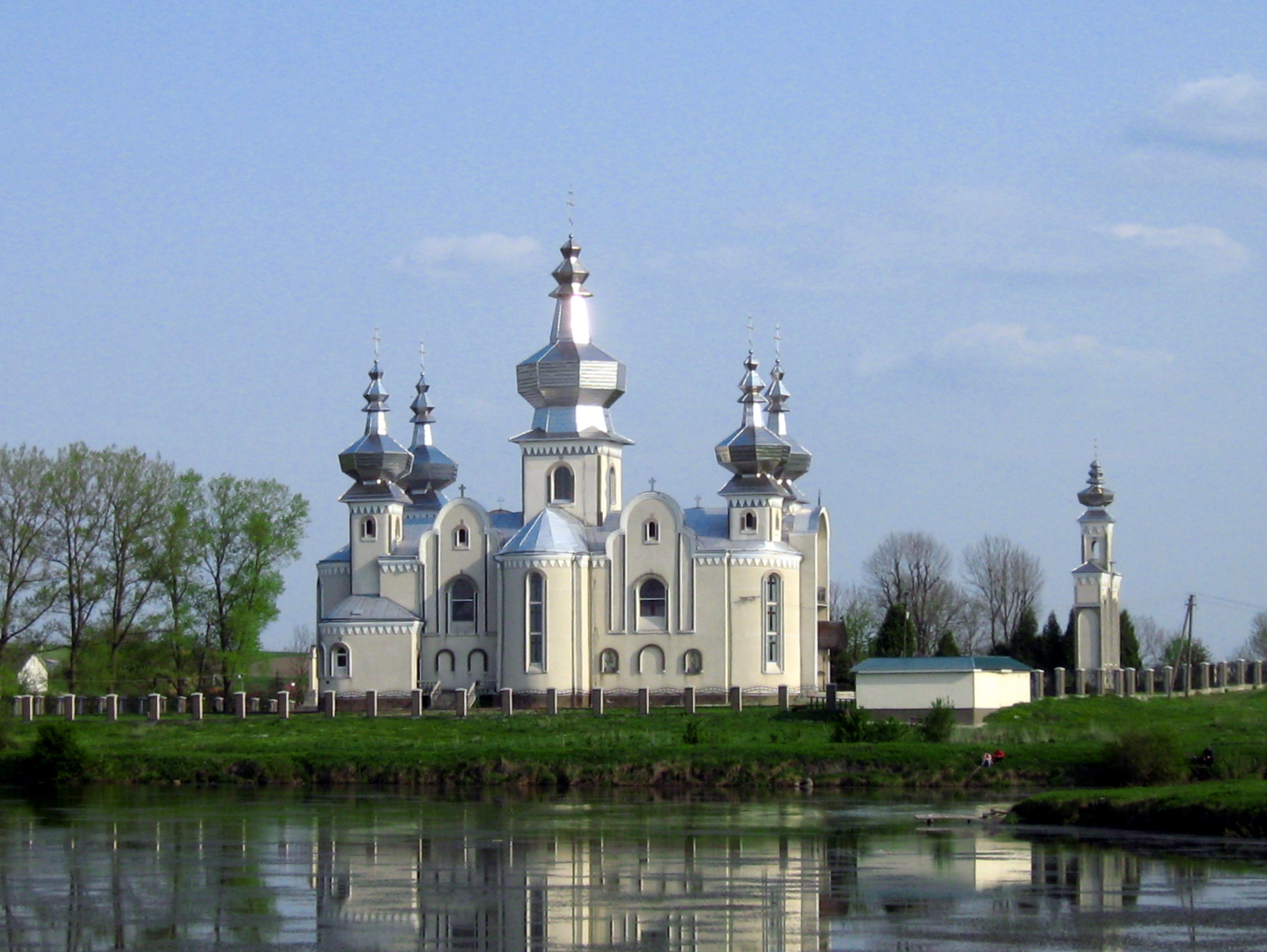
Kirche im Ort

Das Rajonszentrum Pustomyty liegt etwa 6 Kilometer südwestlich des Ortes, das Oblastzentrum Lwiw etwa 5 Kilometer nördlich des Dorfes, durch den Ort verläuft die Fernstraße M 10.
Am 12. Juni 2020 wurde das Dorf zum Zentrum der neu gegründeten Landgemeinde Sokilnyky (Сокільницька сільська громада/Sokilnyzka silska hromada). Zu dieser zählen auch die 2 in der untenstehenden Tabelle aufgelistetenen Dörfer im Rajon Lwiw; bis dahin bildet sie die Landratsgemeinde Sokilnyky (Сокільницька сільська рада/Sokilnyzka silska rada) im Rajon Pustomyty.
Folgende Orte sind neben dem Hauptort Sokilnyky Teil der Gemeinde:
| Name                     | Name       | Name                | Name     |
| ukrainisch transkribiert | ukrainisch | russisch            | polnisch |
| ------------------------ | ---------- | ------------------- | -------- |
| Bassiwka                 | Басівка    | Басовка (Bassowka)  | Basiówka |
| Hodowyzja                | Годовиця   | Годовица (Godowiza) | Hodowica |

## Geschichte
Der Ort wurde im Jahre 1397 erstmals urkundlich erwähnt; in diesem Jahr wurde er ins Deutsche Recht übertragen. Später wurde es als Sokolniki (1399), Sokolniky (1417), Sokolnyky (1464), und so weiter, erwähnt. Der Dienstsiedlungsname ist vom Beruf des Falkners (polnisch sokolnik) abgeleitet. Solche Ortsnamen begleiten oft die frühmittelalterliche Burganlagen, mit dem benachbarten Koselnyky geht es um die Löwenburg.
Das Dorf gehörte zunächst zur Adelsrepublik Polen-Litauen, Woiwodschaft Ruthenien, Lemberger Land und war schon im Mittelalter ethnisch polnisch, d. h. die Personennamen der Einwohner waren in den damaligen historischen Quellen überwiegend polnisch, Kurt Lück bezeichnete es dagegen als gemischte deutsch-polnische Siedlung. Es gab schon damals eine römisch-katholische Pfarrei.
Bei der Ersten Teilung Polens kam das Dorf 1772 zum neuen Königreich Galizien und Lodomerien des habsburgischen Kaiserreichs (ab 1804). Im Jahre 1900 hatte die Gemeinde Sokolniki 5312 Häuser mit 2613 Einwohnern, davon waren 2574 polnischsprachig, 39 ruthenischsprachig, 2568 römisch-katholisch, 39 griechisch-katholisch, 6 Juden.
Die Einwohner des Dorfes nahmen Anteil an der Schlacht bei Lemberg im Polnisch-Ukrainischen Krieg. Danach kam das Dorf zu Polen (in die Woiwodschaft Lwów, Powiat Lwów, Gmina Sokolniki). Im Jahre 1921 hatte die Gemeinde Sokolniki 412 Häuser mit 2911 Einwohnern, davon waren 2905 Polen, 6 Ruthenen, 2857 römisch-katholisch, 29 griechisch-katholisch, 25 Juden (Religion).
Im Zweiten Weltkrieg wurde das Dorf von September 1939 bis Sommer 1941 von der Sowjetunion, danach bis 1944 von Deutschland besetzt. Seit 1944 ist es ein Teil der Ukrainischen SSR und seit 1991 ein Teil der heutigen Ukraine.
Im Januar 1940 wurde der Ort zum Rajonzentrum des Rajons Sokilnyky, dieser bestand mit Unterbrechung während der deutschen Besatzung zwischen Sommer 1941 und Sommer 1944 bis zum Dezember 1946, als das Rajonsgebiet aufgelöst und dem Rajon Pustomyty angeschlossen wurde.
Die Polen wurden nach dem Krieg nach Polen umgesiedelt, an ihre Stelle kamen u. a. Lemken aus Mszana.